# LSWR 302 class
LSWR 302 class — тип паровоза с колёсной формулой 0-3-0 с парораспределением по системе Стефенсона, разработанный Уильямом Джорджем Битти для Лондонской и Юго-западной железной дороги (LSWR). В 1874—1878 годах было построено 36 паровозов на заводе Beyer, Peacock & Co. в Манчестере в трёх сериях по 12 штук.
| Год  | Заводской номер | Количество | Номера на LSWR                      | Примечания |
| ---- | --------------- | ---------- | ----------------------------------- | ---------- |
| 1874 | 1360-1371       | 12         | 302-313                             |            |
| 1876 | 1600-1611       | 12         | 336-347                             |            |
| 1878 | 1777-1788       | 12         | 151-152, 229—230, 368—373, 160, 162 |            |

В 1886—1894 годах 32 паровоза перестроил новый главный инженер тяги Уильям Адамс, который снабдил их новыми котлами и стандартным оборудованием.
В 1889—1893 годах списано семь паровозов, в том числе 4 переделанных Адамсом. Оставшиеся 29 паровозов переведены в «дубликаты» в 1894—1902 годах. С 1903 года их снова начали списывать, и до передачи Southern Railway при укрупнении железнодорожных компаний в 1923 году дожили 15 паровозов. Все они списаны к концу 1925 года и утилизированы.
| Год  | Паровозов     | Паровозов | Номера списанных                                             | Примечания                                                                       |
| Год  | к началу года | списано   | Номера списанных                                             | Примечания                                                                       |
| ---- | ------------- | --------- | ------------------------------------------------------------ | -------------------------------------------------------------------------------- |
| 1889 | 36            | 1         | 230                                                          |                                                                                  |
| 1890 | 35            | 1         | 309                                                          |                                                                                  |
| 1891 | 34            | 1         | 339                                                          |                                                                                  |
| 1892 | 33            | 2         | 306, 308                                                     | № 308 поставлен как стационарный источник пара в Солсберийском локомотивном депо |
| 1893 | 31            | 2         | 346, 368                                                     |                                                                                  |
| 1903 | 29            | 1         | 0307                                                         |                                                                                  |
| 1906 | 28            | 3         | 0304, 0340, 0372                                             | Все использованы как стационарные котлы                                          |
| 1913 | 25            | 2         | 0305, 0313                                                   |                                                                                  |
| 1914 | 23            | 3         | 0307, 0310, 0312                                             |                                                                                  |
| 1921 | 20            | 3         | 0302, 0303, 0344                                             |                                                                                  |
| 1922 | 17            | 2         | 0336, 0371                                                   |                                                                                  |
| 1924 | 15            | 10        | E337A, E0338, E0341-E0343, E0151, E0152, E370A, E160A, E162A |                                                                                  |
| 1925 | 5             | 5         | E0311, E0324, E0347, E0229, E0369                            |                                                                                  |